# Borek (ort i Tjeckien, Vysočina)
Borek är en ort i Tjeckien.   Den ligger i regionen Vysočina, i den centrala delen av landet, 90 km öster om huvudstaden Prag. Borek ligger 432 meter över havet och antalet invånare är 140.
Terrängen runt Borek är platt åt sydväst, men åt nordost är den kuperad.Runt Borek är det ganska tätbefolkat, med 129 invånare per kvadratkilometer. Närmaste större samhälle är Čáslav, 19,5 km nordväst om Borek. Omgivningarna runt Borek är en mosaik av jordbruksmark och naturlig växtlighet.